# El Hato, Alvarado
El Hato är en ort i Mexiko.   Den ligger i kommunen Alvarado och delstaten Veracruz, i den sydöstra delen av landet, 300 km öster om huvudstaden Mexico City. El Hato ligger 47 meter över havet och antalet invånare är 195.
Terrängen runt El Hato är platt. Havet är nära El Hato österut.  Närmaste större samhälle är Tlalixcoyan, 19,9 km söder om El Hato. Omgivningarna runt El Hato är en mosaik av jordbruksmark och naturlig växtlighet.